# Cerje (Zágráb)
Cerje település Horvátországban, Zágráb főváros Szeszvete városnegyedében. Közigazgatásilag a fővároshoz tartozik.

## Fekvése
Zágráb városközpontjától 18 km-re keletre, Budenec és Sesvetski Kraljevec között fekszik.

## Története
Cerje az egykori Szeszvete falu része volt, amely írásos források szerint a zágrábi káptalan donja kašinai uradalmához tartozott. A település a 13. századból származik, Szent János evangélistának szentelt plébániáját 1501-ben alapították.
Az első katonai felmérés térképén „Czerie” néven található. Lipszky János 1808-ban Budán kiadott repertóriumában „Czerje” néven szerepel. Nagy Lajos 1829-ben kiadott művében „Czerje” néven 15 házzal, 142 katolikus vallású lakossal találjuk.
1857-ben 157, 1910-ben 236 lakosa volt. Zágráb vármegye Zágrábi járásához tartozott. 
1941 és 1945 között a Független Horvát Állam része volt, majd a szocialista Jugoszlávia fennhatósága alá került. 1991-től a független Horvátország része. 1991-ben lakosságának 96%-a horvát nemzetiségű volt. A településnek 2011-ben 398 lakosa volt.

## Népessége
| Lakosság változása | Lakosság változása | Lakosság változása | Lakosság változása | Lakosság változása | Lakosság változása | Lakosság változása | Lakosság változása | Lakosság változása | Lakosság változása | Lakosság változása | Lakosság változása | Lakosság változása | Lakosság változása | Lakosság változása | Lakosság változása |
| ------------------ | ------------------ | ------------------ | ------------------ | ------------------ | ------------------ | ------------------ | ------------------ | ------------------ | ------------------ | ------------------ | ------------------ | ------------------ | ------------------ | ------------------ | ------------------ |
| 1857               | 1869               | 1880               | 1890               | 1900               | 1910               | 1921               | 1931               | 1948               | 1953               | 1961               | 1971               | 1981               | 1991               | 2001               | 2011               |
| 157                | 100                | 133                | 149                | 201                | 236                | 215                | 254                | 233                | 228                | 271                | 253                | 229                | 320                | 404                | 398                |

## Nevezetességei
Szent János apostol és evangélista tiszteletére szentelt római katolikus plébániatemploma. Az első templom építésének dátuma nem ismert, de 1757-ben a vizitátor azt írta, hogy az akkori plébános, Franjo Vojvodić már előkészítette az új templom építését. Az új templomot 1759-ben kezdték építeni és végül 1764-ben szentelték fel. Az egyhajós barokk épület 25 m hosszú, 11 m széles, 11 m magas, lekerekített szentéllyel, hozzá a keleti oldalon csatlakozó sekrestyével és egy 25 m magas harangtoronnyal. A főoltár Szent János képe Tauszy püspök ajándéka. A templom 1965 óta műemlékvédelem alatt áll. 2003-ban a Horvát Köztársaság a kulturális örökség részévé nyilvánította. A templom húsz éve nagy felújításon esett át, melynek következtében belső tere a Boldogságos Szűz Mária és Páduai Szent Antal mellékoltáraival megújult. 2002-ben négy ólomüveg ablakot helyeztek el, amelyek az evangélistákat ábrázolják. Az 1893-ban Heferer műhelyében készített régi orgonát szintén helyreállították. A plébánia épülete 1779-ben épült klasszicista stílusban.